# Ingrid Albiner Palm
 Ingrid Jenny Elisabeth Albiner Palm, född 2 oktober 1908 i Agnetorps socken i Tidaholms kommun, död 16 mars 1999, var lärare vid Nyhyttans missionsskola och Ekebyholmsskolan och en av de främsta profilerna inom Adventistsamfundet i Sverige under 1900-talet.

## Biografi
Ingrid Albiner föddes i Agnetorps socken i Tidaholms kommun 2 oktober 1908 som dotter till Johan och Hanna Albiner. Hon hade tänkt sig att studera till barnsköterska, men kände ett kall att börja studera vid Nyhyttans missionsskola (1922–1926). Hon läste in lärarexamen vid Hermods korrespondensinstitut på latinlinjen 1927-1930. Hon läste också en kurs för lärare vid Hamburgs universitet under 1932.
Albiner anställdes som 22-åring av Adventistsamfundet som lärare vid Nyhyttans missionsskola 1930 och stannade där till 1932 då skolverksamheten flyttades till Ekebyholm. Hon följde med dit, men beviljades ett års tjänstledigt för att arbeta inom Stockholms Stadsmission i Stockholm med interner, främst på Norrtäljeanstalten. Besöksverksamhet och själavård inom kriminalvården var något hon brann för hela sitt liv, vid sidan om sitt lärarkall. Hon kom att engagera sig i andaktslivet och den andliga vården vid flera kriminalvårdsanstalter och tog hand om interner vid permissioner och frigivningar. 
Ingrid Albiner arbetade som lärare vid Ekebyholmsskolan fram till 1970, då hon tog tjänst som pastor i adventistförsamlingen som då fanns i Vänersborg-Trollhättan (1970-1972), som den första kvinnliga predikanten inom samfundet. Som första kvinna kom hon också att tjänstgöra som kaplan vid Hultafors hälsocenter (1937–1965) under sommartid. Hon arbetade också som assisterande kaplan på Hultafors 1972–1976 tillsammans med Ernst Lillbäck och Egon Sonestam. Hon var mycket efterfrågad som förkunnare både i Sverige och utomlands. 
Hon gifte sig först på äldre dagar med barndomsvännen och etiopienmissionären Erik Palm 1976 och kom att åter bo i Nyhyttan några år efter hans död 1982.
De sista åren levde hon i Upplands Väsby, med sin yngre syster Alva, där de båda delade våning i ca 8 år. Sedan hamnade hon på Löwenströmska lasarettets avdelning Höstlövet på grund av sjukdom. På sin 90-årsdag intervjuades hon för tidningen Missionären och ombads berätta vad som hon tyckt allra bäst om att göra av allt det hon gjorde i livet: lärare, författare, själavård, predikant och själavårdare inom fångvården. Hon svarade då att det inte gick att jämföra så vitt skilda uppgifter, men att Gud har varit god under hennes långa liv och rikligt välsignat allt hon arbetat med 
Ingrid Albiner begravdes den 10 april 1999 vid Hammarby kyrka, Upplands Väsby.